# Colleville-Montgomery
Colleville-Montgomery è un comune francese di 2.197 abitanti situato nel dipartimento del Calvados nella regione della Normandia.

## Storia

### Simboli
Lo stemma di Colleville-Montgomery è stato adottato nel 1989.
Il leopardo è l'emblema della Normandia; il profilo della corazzata Courbet, affondata al largo della costa il 6 giugno 1944, simboleggia lo sbarco in Normandia e il volto del soldato con il berretto verde commemora il commando franco-britannico sbarcato a Colleville. La Ridotta, rappresentata dal forte, fu costruita nel 1779 a difesa dalle incursioni inglesi. Lo scudo è accollato ad un'ancora, simbolo dell'attività dei pescatori.

## Società

### Evoluzione demografica
Abitanti censiti